# Yūko Ogura
Yuko Ogura (小倉 優子 Ogura Yūko?,  nacida el 1 de noviembre de 1983 en Mobara, Prefectura de Chiba) es una gravure idol japonesa y modelo que típicamente apunta a la categoría atractiva, su apariencia es de un colegiala (chica de colegio) inocente. En Japón, generalmente es llamada por su apodo Yūkorin (ゆうこりん?).
Ogura regularmente, aunque no muy seriamente, reclama ser una de las "Princess Apple-Momoka" (りんごももか姫) del planeta con forma de manzana  Korin (こりん星). Esto es, aparentemente, una broma citando atrás su apodo en sus días de Bachiller. Tener un nombre atractivo era la moda en un tiempo, y uno de sus amigos le dijo que ella se veía como una Momoka. Le gustó el nombre y todavía lo usa en la actualidad.
Ella es conocida fuera de Japón por su canción "Onna no Ko / Otoko no Ko" (オンナのコ・オトコのコ: Chicas・Chicos?) el cual es el tema final del anime School Rumble.